# Apostadero Naval de Montevideo

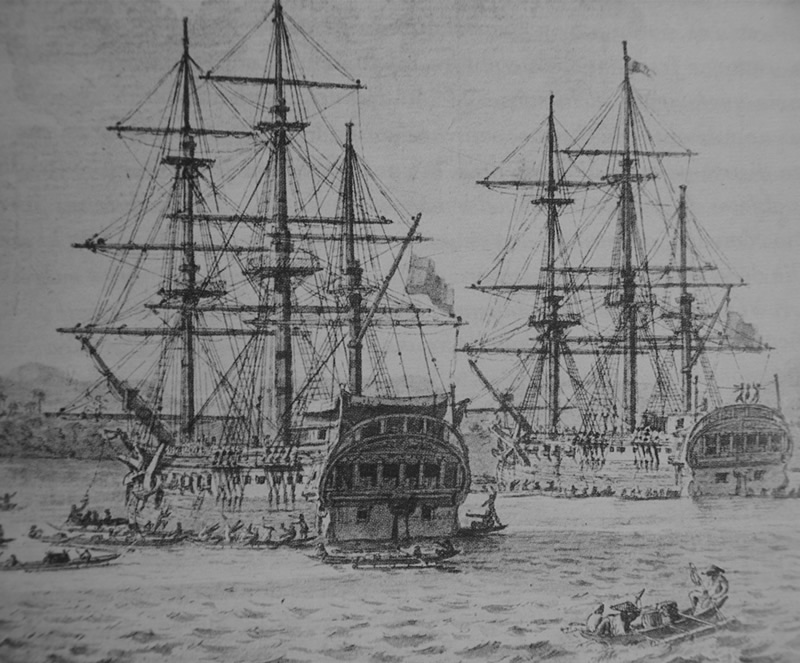
Corbetas Descubierta y Atrevida.

El Real Apostadero Naval de Montevideo o Apostadero Naval del Río de la Plata fue una unidad administrativa naval de la Corona de España durante la época virreinal, fundada en 1776 y extinguida en 1814 al finalizar dominio colonial español en el Río de la Plata. Fue la sede la Comandancia de Marina del Río de la Plata.

## Antecedentes

Pabellón naval español que usó el apostadero de Montevideo y sus buques.

A principios del siglo XVIII y tras el fin de la guerra de Sucesión española, la Corona española comenzó un proceso de fortalecimiento de su presencia en las aguas del océano Atlántico Sur que culminó en 1724 con la fundación de la ciudad de Montevideo, bajo el nombre de San Felipe y Santiago de Montevideo. Desde el principio de su existencia, el enclave tuvo un carácter marcadamente defensivo frente a la presencia portuguesa en Brasil.
Ante las facilidades limitadas que ofrecía el puerto de Buenos Aires, Montevideo -con más facilidades de acceso marítimo y el abrigo natural de una bahía- se constituyó rápidamente como la principal base naval española en el Virreinato del Río de la Plata. Esto conllevó la construcción de una serie de edificios dedicados específicamente a las necesidades de la administración naval, parte de los cuales aún perduran y forman uno de los conjuntos urbanísticos más antiguos de la ciudad. 

## Creación
A causa de la expedición de Juan Ignacio de Madariaga a las islas Malvinas, en 1769 se dispuso que una corbeta basada en el puerto de Montevideo relevase anualmente a otra en las Malvinas, creando de hecho un apostadero naval en Montevideo, que a partir del 1 de abril de 1773 quedó al mando del capitán de navío Juan Antonio Camino.
En 1776 el rey Carlos III de España creó el Virreinato del Río de la Plata y lanzó una expedición contra el sur del Brasil portugués, aprestando la mayor escuadra reunida en aguas del Río de la Plata hasta la fecha (Segunda expedición de Cevallos a Río Grande). Para la ofensiva, que culminó con la toma de Colonia del Sacramento, se reunió una flota compuesta por 19 navíos de línea y 97 transportes bajo el mando del almirante y marqués de Casa Tilly y que transportaba un ejército de 9000 hombres. La base principal fue la bahía de Montevideo y, con el fin de facilitar la logística, una real orden del rey Carlos III del 9 de agosto, dictaminó la creación oficial del Apostadero Naval de Montevideo, Patagonia e Islas Malvinas con jurisdicción sobre la cuenca del Plata y el Atlántico Sur, incluyendo las islas Malvinas y desde 1778 el golfo de Guinea -con la isla de Fernando Poo-. Hacia estos territorios africanos partió desde Montevideo el 17 de abril de 1778 la expedición de tres buques al mando teniente coronel de artillería Joaquín Primo de Rivera para establecer la fallida gobernación de Fernando Poo y Annobón.
La real orden dispuso que con base en Montevideo dos fragatas de guerra se turnasen en la vigilancia de las costas de las posesiones españolas sujetas a su jurisdicción, que iba desde los dominios portugueses hasta el cabo de Hornos. El 26 de noviembre de 1776 una real cédula dispuso que los barcos procedentes de España con destino al océano Pacífico debían ser registrados en Montevideo, relevando de esa función a la Aduana de Buenos Aires. El 2 de febrero de 1778 el capitán de navío Gabriel Guerra asumió la comandancia del apostadero. El 12 de octubre de 1778 el Reglamento de Libre Comercio habilitó al comercio los puertos de Buenos Aires y de Montevideo, trasladándose a esta última el 10 de febrero de 1779 las funciones de la Aduana de Buenos Aires. El 24 de noviembre de 1791 se dispuso que el puerto de Montevideo fuera el único habilitado para la introducción de esclavos al Río de la Plata, lo que fue ampliado el 21 de mayo de 1795 para introducción al Virreinato del Perú.

## Desarrollo
En 1781 se creó el cargo de comandante del resguardo de todas las rentas, con sede en Montevideo. El 1 de marzo de 1784 asumió la comandancia el capitán de navío Francisco de Idiáquez Borja, que falleció el 5 de mayo de 1785. Interinamente ejercieron los capitanes de fragata Santiago de Hezeta y por 4 días Ramón de Clairac (desde el 31 de mayo de 1786, pues estaba en Malvinas) hasta que el 4 de junio de 1786 asumió el capitán de navío Antonio Basurto. El 22 de febrero de 1789 asumió el capitán de navío José de Orozco. El 18 de abril de 1792 asume como comandante el brigadier Antonio de Córdova. El 3 de marzo de 1795 arribó a Montevideo el nuevo comandante, capitán de navío José Adorno. El 11 de febrero de 1797 el brigadier José de Bustamante y Guerra asumió como gobernador político y militar de Montevideo y comandante general de los bajeles en el Río de la Plata, uniendo desde entonces ambas funciones. El 11 de enero de 1804 asumió el brigadier Pascual Ruiz Huidobro como gobernador político y militar y comandante del apostadero. Durante 1804-1805, el famoso cartógrafo Andrés de Oyarvide fue ayudante del Gobernador en el Real Apostadero. Durante las Invasiones Inglesas al apostadero sirvió de sede de la comandancia naval de la fuerza expedicionaria británica (3 de febrero al 9 de septiembre de 1807). En febrero de 1807 el capitán de navío Santiago de Liniers asumió interinamente como comandante del apostadero al estar Ruiz Huidobro prisionero de los británicos, quedando el capitán de fragata Joaquín Ruiz Huidobro al frente de la estación naval de Montevideo. El 14 de septiembre de 1807 asumió la gobernación de Montevideo Francisco Javier de Elío. Luego de que los jefes de Montevideo rechazaran el nombramiento por Liniers del capitán de navío Juan Ángel Michelena como gobernador y comandante del apostadero, el 20 de octubre de 1808 por orden de Liniers la mayor parte de los oficiales navales se trasladaron a Buenos Aires, siendo recogidos en Colonia del Sacramento por los místicos San Felipe y Conquista. El capitán de fragata Bernardo de Bonavía quedó al mando de la fracción de la Armada en Montevideo nombrado por Elío. 
El 30 de junio de 1809 arribó a Montevideo junto con el virrey Baltasar Hidalgo de Cisneros el nuevo comandante del apostadero, capitán de navío José María Salazar. Mientras se producían los sucesos del 25 de mayo de 1810 en Buenos Aires, Salazar envió órdenes a los marinos dependientes del apostadero que se encontraban en Buenos Aires -la mayor parte de ellos- de presentarse inmediatamente en Montevideo para recibir órdenes. La mayoría de estos marinos pidieron pasaporte para trasladarse a Montevideo, sin querer reconocer antes a la Primera Junta aduciendo que su comandante los llamaba perentoriamente para escuchar sus órdenes verbales. La Junta para evitar incidentes no forzó la jura ni los retuvo, por lo que la flotilla realista pudo recuperar sus mandos. El 2 de abril de 1810 Montevideo reconoció al Consejo de Regencia de Cádiz, quedando desde entonces enfrentada al Gobierno de Buenos Aires y sostenida por la fuerza naval del apostadero. En enero de 1812 asumió interinamente la comandancia el capitán de navío Miguel de la Sierra. 
La Real Armada estaba al mando de un comandante (regularmente remplazado cada 5 años), secundado por un ayudante de órdenes, un ministro y dos capitanes de puerto (uno en Buenos Aires y el otro en Montevideo). El comandante era: jefe de la escuadra de la Real Armada, comandante general de Marina, presidente de la Junta de Marina, inspector de la tropa de Marina, de la Escuela Náutica, de matrículas, arsenal, presas y naufragios, comandante principal de correos marítimos y demás ramos navales. El apostadero principal de la flota y sede del comandante se situaba en Montevideo. El comandante era ayudado por un asesor y un escribano.
La Secretaría de la Comandancia General de Marina estaba a cargo de un ayudante secretario, auxiliado por un pilotín, un bombardero de brigada, un portero y un intérprete de lenguas. La Mayoría estaba a cargo de un oficial de órdenes auxiliado por un escribiente. La Junta de Apostadero tenía como presidente al comandante general, con 4 vocales, un asesor y un secretario. La Comandancia Militar de Matrícula de Montevideo tenía un comandante y un ayudante, siendo su asesor y su escribano los mismos que los de la comandancia.
En 1802 la flota estaba formada por:
- Fragata Medea: de 40 cañones. Capturada por el Reino Unido el 5 de octubre de 1804.
- Corbeta Descubierta: de 20 cañones
- Corbeta Atrevida: de 20 cañones. Incendiada y hundida en 1807.
- 21 lanchas cañoneras
- 4 lanchas obuseras

Para el servicio fluvial y de la costa patagónica se empleaban:
- Bergantín Nuestra Señora del Carmen y Ánimas
- Bergantín San Julián (llamado también Gálvez)
- Bergantín Nuestra Señora del Carmen y San Antonio
- Bergantín Belén
- Dos faluchos y tres místicos hacían el servicio de correos entre Colonia y Buenos Aires.[4]

En 1809 el apostadero contaba con la fragata Ifigenia, las corbetas Indagadora y Mercurio, los bergantines Belén, Cisne, Gálvez, Casilda y Panamá, la goleta Invencible, la zumaca Aránzazu y los faluchos Fama, San Luis, San Carlos y San Martín.

## Importancia
En su importancia el apostadero de Montevideo quedaba igualado a las principales sedes de la Armada Española de la época, como Ferrol, Cartagena (España) y Cádiz. En la Indias españolas Montevideo era uno de los 8 apostaderos de la Armada en épocas del rey Carlos III: Veracruz, La Habana, Cartagena de Indias, Puerto Cabello, Callao, San Blas y Cavite. Esto le otorgó autonomía administrativa con respecto a la capital virreinal, Buenos Aires, basada en el fuero de guerra y las Reales Ordenanzas que conferían a su máximo responsable (el comandante general del apostadero) el título de justicia mayor del mar (instancia que conocía en toda demanda civil o criminal marítima). Dicho título conllevaba varias prerrogativas en las esferas jurídicas, religiosas o administrativas que provocaron diversos pleitos con la sede del virreinato.
En 1767 fue establecido el correo ultramarino La Coruña-Montevideo, que fue un servicio de correo marítimo regular entre la ciudad de La Coruña y el puerto de Montevideo, que vinculaba España con el Río de la Plata y que otorgó luego de hecho a las autoridades de Montevideo el poder de controlar las comunicaciones con la metrópoli. Desde el 6 de abril de 1802 los correos marítimos fueron integrados en la Real Armada, quedando bajo jurisdicción del apostadero.

## Ubicación
Los primeros edificios fueron unos barracones (conocidos, precisamente como «Barracón de la Marina») levantados en la Ciudad Vieja, sobre la actual calle Zabala entre Piedras y la Rambla 25 de agosto de 1825. Estaba destinado al mantenimiento de los barcos y por eso se lo conoció como Atarazana. Con la constitución del apostadero, en 1776, se levantó un edificio de mampostería de dos plantas que ha perdurado hasta nuestros días. Dicha estructura albergó el despacho del comandante y las oficinas administrativas. Por sus salas pasaron, por ejemplo, Alejandro Malaspina durante su expedición, tanto en el viaje de ida como en el de vuelta, o el comandante de la fragata Nuestra Señora de las Mercedes, antes de su último y fatídico viaje en 1804. Además, se levantó un hospital militar conocido como Hospital del Rey (del cual quedan escasos restos). La manzana era cerrada por tres lados por una construcción tipo barraca.

## Disolución
El apostadero naval cesó de existir con el derrumbe del poder español en la región, como resultado de las guerras de independencia hispanoamericanas. El 15 de mayo de 1814 la última escuadra española, al mando del almirante Miguel de la Sierra, fue derrotada en el combate naval del Buceo por el almirante Guillermo Brown, quedando la ciudad asediada de Montevideo totalmente aislada y sin posibilidades de abastecerse. El 20 de junio Montevideo capituló y el 23 fue arriada la bandera española del apostadero naval, certificando el final del dominio español en el Río de la Plata.
Los edificios albergaron, en 1830, la primera sede de la Aduana de la República Oriental del Uruguay mientras que, durante la guerra Grande fue la sede de Giuseppe Garibaldi, a la sazón nombrado jefe naval de Montevideo. Tras un periodo de decadencia, en 1966 el apostadero fue comprado por el Estado uruguayo y puesto bajo la administración del Museo Histórico Nacional. En 1997 el predio fue adquirido por el Banco de la República Oriental del Uruguay.
Actualmente, el edificio del antiguo apostadero se encuentra en estado de semiabandono y no es accesible al público.

## Comandantes del apostadero
- Capitán de navío Juan Antonio Camino (1 de abril de 1773-2 de febrero de 1778).
- Capitán de navío Gabriel Guerra (2 de febrero de 1778-1 de marzo de 1784).
- Capitán de navío Francisco Idiáquez de Borja (1 de marzo de 1784-5 de mayo de 1785). Falleció en el cargo.
- Capitán de fragata Santiago de Hezeta (5 de mayo de 1785-16 de abril de 1786). Interino.
- Capitán de navío Ramón de Clairac (16 de abril de 1786-20 de abril de 1786). Interino.
- Capitán de navío Antonio Basurto (20 de abril de 1786-23 de febrero de 1789).
- Capitán de navío José de Orozco (23 de febrero de 1789-18 de abril de 1792).
- Brigadier Antonio de Córdova (18 de abril de 1792-3 de marzo de 1795).
- Capitán de navío José Adorno (3 de marzo de 1795-11 de febrero de 1797).
- Brigadier José de Bustamante y Guerra (11 de febrero de 1797-12 de enero de 1804). Gobernador político y militar de Montevideo y comandante general de los bajeles en el Río de la Plata.
- Brigadier Pascual Ruiz Huidobro (12 de enero de 1804-3 de febrero de 1807). Gobernador político y militar de Montevideo y comandante del apostadero. Tomado prisionero por los británicos.
- Capitán de navío Santiago de Liniers (3 de febrero de 1807-30 de junio de 1809). Interino, con sede en Buenos Aires.
  - Capitán de fragata Joaquín Ruiz Huidobro, delegado por Liniers para Montevideo (ocupada por el Reino Unido hasta el 9 de septiembre de 1807). (3 de febrero de 1807-24 de septiembre de 1808)
  - Capitán de navío Juan Ángel Michelena, designado por el virrey Liniers como comandante interino del apostadero e impedido de asumir por Elío el 20 de septiembre de 1808.
  - Capitán de fragata Bernardo de Bonavía, designado interinamente por el gobernador Elío y la Junta de Montevideo al frente del apostadero. (24 de septiembre de 1808-30 de junio de 1809).[11]
- Capitán de navío José María Salazar (30 de junio de 1809-26 de enero de 1812)
- Capitán de navío Miguel de la Sierra (26 de enero de 1812-23 de junio de 1814)[12]